# Chiesa di San Marco (Altamura)
La chiesa di San Marco, nota anche come chiesa di San Marco extra moenia, era una chiesa cattolica situata nel centro storico della città di Altamura. Più precisamente era situata nell'area del Convento di Sant'Antonio, prima che la chiesa fosse demolita e che il convento venisse costruito.

## Storia

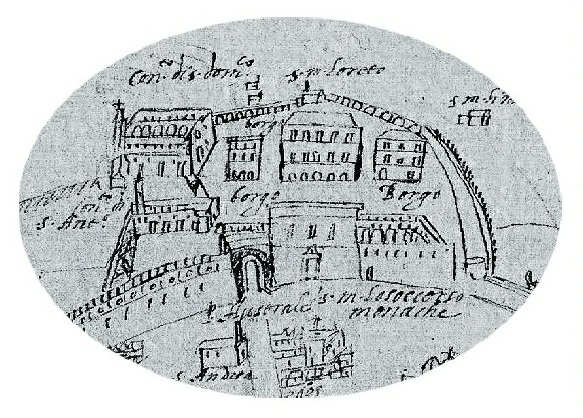
Il borgo di San Marco, su cui si ergeva la chiesa - Biblioteca Angelica, Carta Rocca P/33, risalente alla fine del XVI secolo.

La chiesa fu consacrata il 25 aprile 1292 durante la festa di San Marco "dall'Abate Giovanni, nipote di Sparano da Bari, Logoteta del Regno e Maestro Razionale della Gran Croce, succeduto a Buczardo de Mont-morenci, nel dominio di Altamura. La cerimonia della sua apertura fu addirittura più solenne di quella della stessa Cattedrale di Altamura, dal momento che nel 1292 vi era già un nucleo cittadino consolidato; a tale cerimonia presero parte tra gli altri i vescovi delle varie città vicine, fatta eccezione per Gravina in Puglia a causa dei dissidi in materia di giurisdizione tra le due città.
La chiesa sorgeva su un'area nota come la "piana di San Marco" (planitio Sancti Marci), un largo recintato all'esterno di Porta Matera su cui sorgevano molte altre chiese e in cui si teneva la fiera di San Marco. Questa fiera entrò presto in contrasto con la fiera di San Giorgio (che si teneva il 18 aprile di ogni anno) della vicina Gravina in Puglia.
Nel 1470 fu fondata presso la chiesa il convento di Sant'Antonio, e tale convento conteneva una cappella di San Marco. Non è chiaro agli storici se tale cappella altro non fosse che la chiesa di San Marco incorporata nel convento oppure fosse una cappella noviter erecta.
Le informazioni relative alla chiesa sono piuttosto scarse, forse a causa della perdita di documenti storici nel corso del secondo conflitto mondiale. A tal proposito, lo storico locale Tommaso Berloco cita articoli di Gennaro Serena pubblicati su La Gazzetta del Mezzogiorno i giorni 20 e 21 luglio 1928.